# 动态链接器
动态链接器（Dynamic linker）是操作系统的一部分，负责按照可执行程序运行时的需要装入与链接共享库。装入是指把共享库在永久存储上的内容复制到内存，链接是指填充跳转表（jump table）与重定位指针。

## 类Unix操作系统
ld.so是Unix或类Unix系统上的动态链接器，针对ELF文件格式

### 加载顺序
当应用程序需要使用动态链接库里的函数时，由ld.so负责加载。搜索动态链接库的顺序依此是
- 环境变量LD_AOUT_LIBRARY_PATH（dbg版本）、LD_LIBRARY_PATH（release版本）；在Linux中，LD_PRELOAD指定的目录具有最高优先权[1]。
- 缓存文件/etc/ld.so.cache。此为上述环境变量指定目录的二进制索引文件。更新缓存的命令是ldconfig。
- 默认目录，先在/lib中寻找，再到/usr/lib中寻找。

### 安全性
骇客可以通过GOT覆写，让具有特权的应用程序加载恶意动态链接库，从而导致攻击行为。所以，对于与setuid或setgid相关的应用程序，动态链接器只被允许在默认目录中寻找合法动态链接库。